# Лаврик Геннадій Іванович
Геннадій Іванович Ла́врик (рос. Геннадий Иванович Лаврик; 28 серпня 1930, Красний Куток — 21 червня 2014) — український архітектор, доктор архітектури з 1980 року, професор з 1982 року. Член Спілки архітекторів УРСР з 1962 року, дійсний член Української академії архітектури з 1993 року.

## Біографія
Народився 28 серпня 1930 року в селі Красному Кутку Борисовського району Бєлгородської області на Східній Слобідщині. 1955 року закінчив Харківський інженерно-будівельний інститут. Відтоді працював у Харківській філії інституту «Діпромісто». У 1959—1960 роках — у Ворошиловському гірничо-металургійному інституті; у 1963—1967 роках — у Київському зональному науково-дослідному інституті експериментального проектування; у 1967—1970 роках — у Київському науково-дослідному інституті теорії і історії архітектури; у 1970—1975 роках — у Київському НДПІ містобудування; у 1975—2006 роках — у Київському університеті будівництва і архітектури:
- у 1976—1985 роках — завідувач кафедри архітектурного проектування;
- у 1989—2006 роках — завідувач кафедри архітектурної кваліметрії;

Від 2006 року — професор кафедри архітектури Бєлгородського технологічного університету.
Помер 21 червня 2014 року.

## Роботи
Основні наукові дослідження в галузі типології, методології та моделювання архітектурних систем. Запропонував і розвинув новий аспект у архітектурній теорії — демоекологію. Досліджував проблемні питання містобудування та районного планування. Серед проектів:
- музична школа в Лисичанську (1956—1958);
- комплекс Будинку інвалідів у Слов'янську (1958—1963);
- Палац культури в Донецьку (1978—1985);
- серія перспективних житлових секцій для умов України (1966);
- детальне планування житлової забудови (1958—1970);
- прогнозування розвитку міст Казахстану (1970—1974);
- методологія та методи дослідження і проектування архітектурних систем (1980—1995).

Праці:
- Економіка проектування житла. Системні методи дослідження. К., 1970;
- Методологические основы районной планировки. Москва, 1975;
- Качество проектирования жилища. К., 1976;
- Основи системного аналізу в архітектурних дослідженнях і проектуванні: Підручник К., 2002;
- Методологические основы районной планировки. Введение в демоэкологию: Учеб. Белгород, 2006;
- Методы оценки качества жилища. Исследование, проектирование, экспертиза: Учебник. Белгород, 2007[1].